# Adrianus Catharinus Holtius

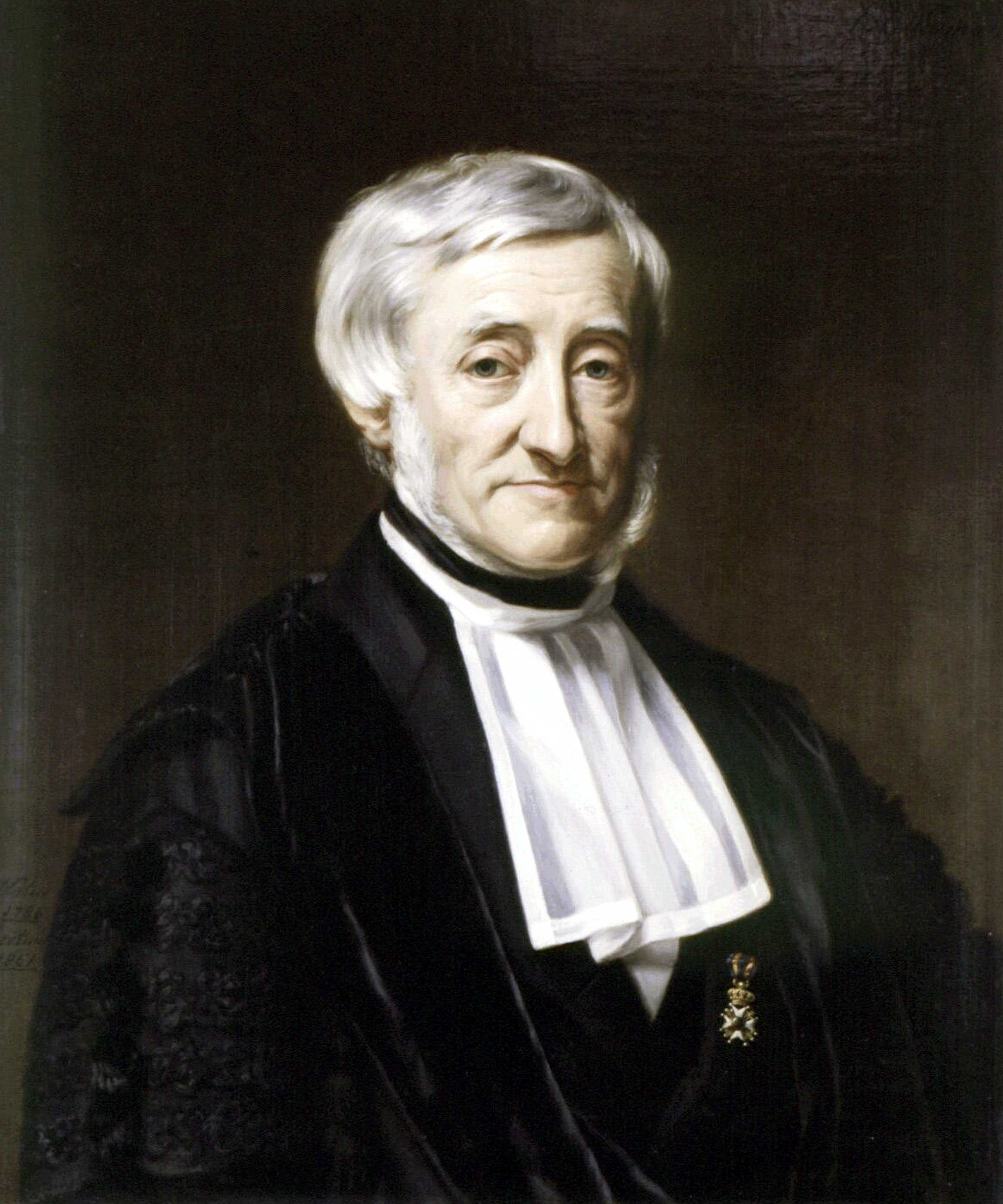
Adrianus Catharinus Holtius

Adrianus Catharinus Holtius (Koudekerke, 13 oktober 1786 - Utrecht, 29 maart 1861) was een Nederlandse rechtsgeleerde en hoogleraar.

## Levensloop
Hij was een zoon van de vroeg gestorven Hendrik Holtius (Leiden, 1753-1792) en van Adriana Catharina Vosmaer (Den Haag, 1755 - Utrecht, 1839). Zijn moeder hertrouwde met dominee Reinier Schweigholt (Amsterdam, 1763 - Loenen, 1831) en deze gaf hem privéonderricht in Latijn en Grieks. Het gezin verhuisde naar Zierikzee en naar Loenen aan de Vecht, terwijl hij school liep in Leiden en Heusden, In 1809 schreef hij zich in aan de Universiteit van Utrecht en in 1811 promoveerde hij tot doctor in de rechten, waarna hij zich als advocaat vestigde in Zierikzee.
In 1812 verhuisde hij naar Loenen, in 1814 werd hij tot hypotheekbewaarder benoemd in Amersfoort en in 1815 volgde hij zijn zwager, Jan Richard de Brueys, op als leraar aan het atheneum van Deventer. Hij vatte dit leraarschap aan met een openingsrede, onder de titel De literarum studio inprimis graecarum cum jurisprudentia conjungendo. Van mei tot oktober 1819 ondernam hij een studiereis naar de Universiteit van Göttingen. Terug in Nederland werd hij opgemerkt door de overheid en in 1821 tot hoogleraar burgerlijk recht en handelsrecht benoemd aan de Rijksuniversiteit Groningen. Zijn openingsrede luidde: Oratio de Iure Praetorio, cum apud Romanos, tum apud Anglos, ad ius civile supplendum et emendandum aptissimo.
Vanaf september 1822 werd hij hoogleraar Romeins recht aan de Rijksuniversiteit Leuven, en daar hield hij zijn openingsrede onder de titel: De juris Romani studio etiam post renovatum jus nostrum legibus pernecessario. Hij stichtte er, samen met Léopold August Warnkönig en Jean-François-Michel Birnbaum een Rechtsbibliotheek'.
De Belgische Revolutie had als gevolg dat Holtius Leuven verliet. Vanaf maart 1831 vond hij een nieuwe leerstoel in de rechten aan de Universiteit van Utrecht. In 1835 werd hij gewoon hoogleraar. Bij die gelegenheid hield hij opnieuw een openingsrede, getiteld: Oratio de liberalitate majorum nostrorum, quae academiis instituendis augendisque cognita est. In het academisch jaar 1835-1836 was hij ook rector magnificus van zijn universiteit. Toen hij dit ambt neerlegde hield hij een afscheidsrede: De liberalitate majorum nostrum quae academiis instituendis augendisque cognita est. Op 1 januari 1857 ging hij met emeritaat.
Holtius werd in 1822 corresponderend lid en in 1837 gewoon lid van de Koninklijke Nederlandse Akademie van Wetenschappen. In 1837 werd hij lid van de Maatschappij der Nederlandse Letterkunde in Leiden en was ook lid van het Provinciaal Utrechts Genootschap van Kunsten en Wetenschappen.

## Privé
Holtius trouwde in 1815 in Den Haag met Cecilia de Brueys (1792-1867), dochter van Benjamin de Brueys (1742-1826) en Arnoldina Roosendael (1762-1828). Het echtpaar bleef kinderloos.

## Publicaties
- Quaestiones Juridicae Inaugurales, Utrecht, 1811.
- Oratio de literarum studio inprimis graecarum cum jurisprudentia conjungendo, Deventer, 1817.
- Oratio de Jure Praetorio, cum apud Romanos tum apud Anglos ad Jus Civile supplendum et emendandum aptissimo, Groningen, 1822.
- Jura, auctoritas, dignitas JCtorum Romanorum inde a temporibus Caesaris Augusti usque ad decessum Justiniani Imperatoris, Amsterdam, 1822.
- Dissertatio de usufructu accrescendo', Leuven, 1827.
- Historiae Juris Romani Lineamenta, Leuven, 1830.
- Historiae Juris Romani lineamenta, Editio altera, Traj. ad Rhen, 1840. * Het wisselregt in de XVIde eeuw, volgens de Consilia van Baldus, Amsterdam 1840.
- Redevoeringen van Esaias Tegnèr, uit het Zweedsch, Utrecht, 1840.
- Het Nederlandsche Faillitenregt, volgens het derde boek van het Wetboek van Koophandel, wetenschappelijk verklaard, Utrecht 1850.
- Commentatio de Consilio sapientis et de transmissione Actorum, Amsterdam, 1850.
- Geschied- en Regtskundige Verhandelingen, Utrecht, 1851.